# 埼玉県道139号籠原停車場線

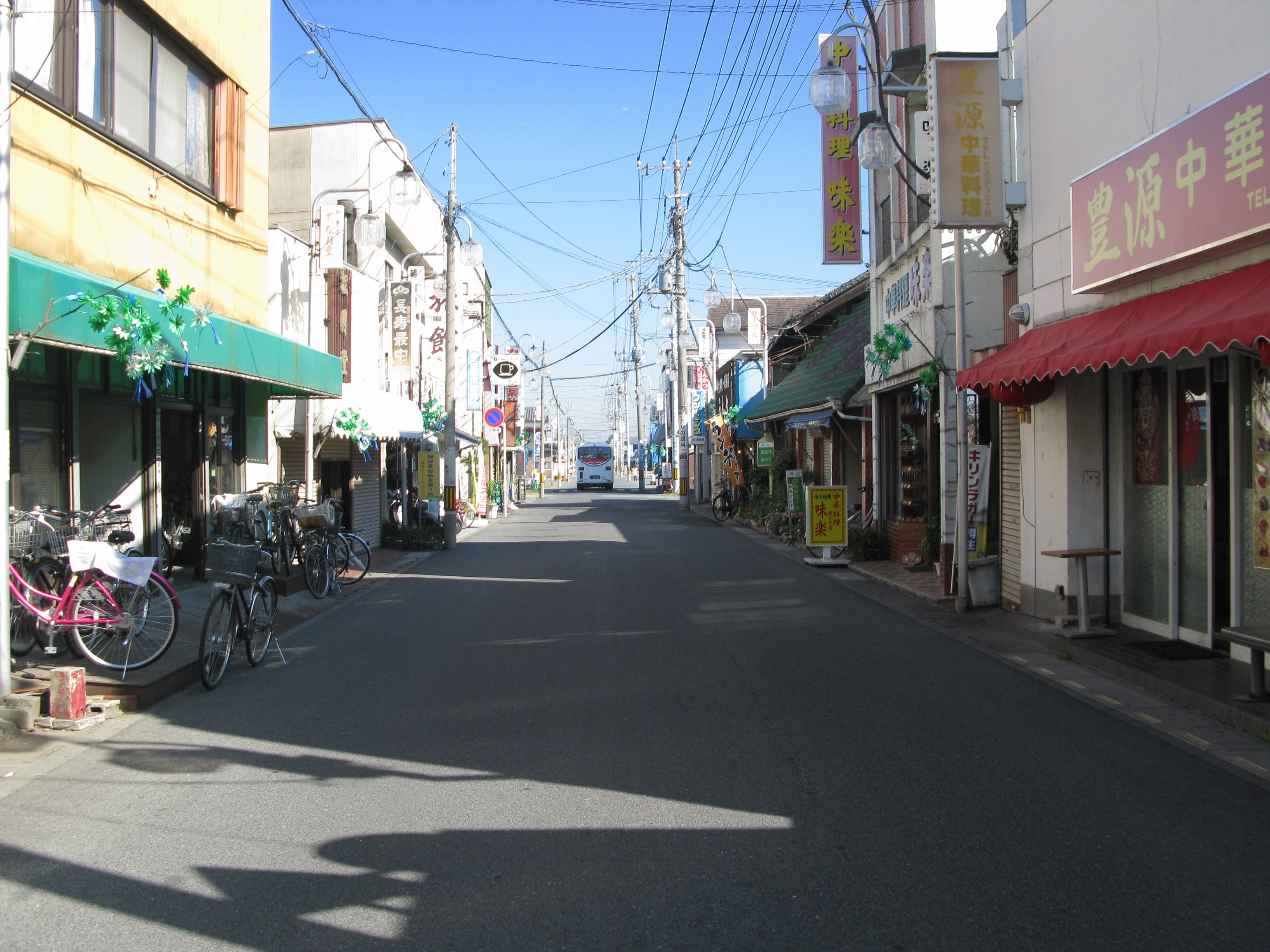
熊谷市新堀地区（2012年10月時点）※ 2018年現在は区画整理により写真の建物は取り壊され拡幅されている

埼玉県道139号籠原停車場線（さいたまけんどう139ごう かごはらていしゃじょうせん）は、埼玉県熊谷市を通る一般県道である。

## 概要
JR高崎線の籠原駅と国道17号を結ぶ県道。
- 起点：籠原停車場[1]
- 終点：埼玉県熊谷市新堀（籠原駅入口交差点、国道17号交点）[1]
- 総距離：327m

## 歴史

### 年表
- 1960年（昭和35年）9月1日 - 埼玉県告示第652号により、埼玉県道に認定される[1]。

## 路線状況

### 交通量
24時間交通量（台）　道路交通センサス
| 区間        | 平成17（2005）年度 | 平成22（2010）年度 | 平成27（2015）年度 |
| ----------- | ------------------ | ------------------ | ------------------ |
| 起点 - 終点 | 6,269              | 6,216              | 5,268              |

（出典：「平成22年度全国道路・街路交通情勢調査 一般交通量調査 箇所別基本表」、「平成27年度全国道路・街路交通情勢調査 一般交通量調査 箇所別基本表」（国交省ホームページ）より一部データを抜粋して作成）

## 地理

### 通過する自治体
- 埼玉県
  - 熊谷市

### 接続する道路
- 国道17号

### 沿線
- JR高崎線 籠原駅